# قاتلان ارلیک
قاتلان اُرلیک (انگلیسی: Orlík killers) قاتلان اُرلیک گروهی از قاتلان زنجیره‌ای چک بودند که بین سال‌های ۱۹۹۱ تا ۱۹۹۳، پنج نفر (عمدتاً تاجر) را برای سود مالی کشتند. یکی از اعضا به تنهایی مرتکب قتل شد و اقدام به قتل دیگری کرد، اما قربانی حمله دوم زنده ماند. قاتلان اجساد قربانیان خود را در بشکه‌ها پر می‌کردند، آنها را در آب شیرین حل می‌کردند و سپس آنها را به مخزن اُرلیک می‌انداختند، ایده ای که در ابتدا توسط ولادیمیر کونا پیشنهاد شد.